# Dívčice
Dívčice (deutsch Diwtschitz) ist eine Gemeinde in Tschechien. Sie liegt sieben Kilometer nordwestlich von Zliv und gehört zum Okres České Budějovice.

## Geographie

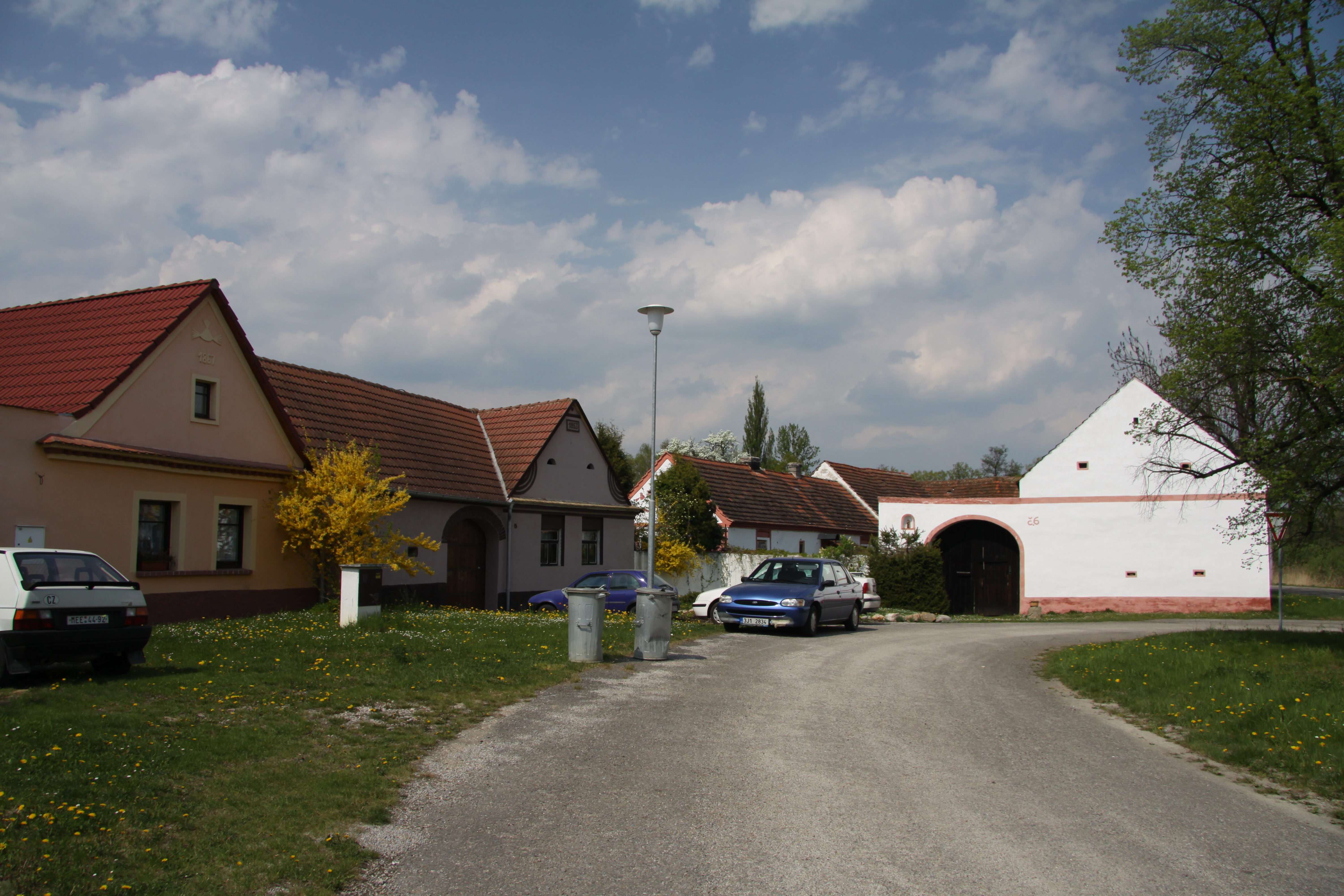
Dorfplatz

Dívčice befindet sich in der Zbudovská Blata, einem Teil des Budweiser Beckens (Českobudějovická pánev) am Bach Olešník auf einer Landbrücke zwischen den Fischteichen Blatec, Černá, Nová, Březovec und Velké Nákří. Durch das Dorf führt die Straße II/122 zwischen Netolice und Týn nad Vltavou. Westlich des Ortes verläuft am gegenüberliegenden Ufer des Černá-Teiches die Bahnstrecke České Budějovice–Plzeň. Am dortigen Bahnhof zweigen die Bahnstrecke Dívčice–Netolice und die Anschlussbahn zur ehemaligen Uranaufbereitung MAPE ab. Im östlichen Teil des Katasters liegen Restlöcher von Lignittagebauen, die bis 1991 als Klärsümpfe der MAPE dienten.
Nachbarorte sind Strachovice im Norden, Nákří und Velice im Nordosten, Olešník im Osten, Mydlovary im Südosten, Zbudov im Süden, U nádraží, Novosedly und Česká Lhota im Südwesten, Černěves und Libějovice im Westen sowie Dubenec und Záblatí im Nordwesten.

## Geschichte
Die erste schriftliche Erwähnung der unterhalb des Dammes des Březovec-Teiches gelegenen Feste Dívčice erfolgte im Jahre 1358. Ihr Besitzer war Tůma von Dívčice, der von 1357 bis 1372 auch eine Stimme in der Kirche von Nákří besaß. 1370 übte Tomáš von Dívčice das Patronat über die Kirche in Nákří aus. Mit ihm erlosch wahrscheinlich im selben Jahre das Geschlecht der Herren von Dívčice und die Herrschaft wurde den verwandten Herren von Vyhlavy vererbt. Die Einführung des neuen Pfarrers nahmen 1370 bereits Mikuláš und Oneš von Vyhlavy vor. Die Brüder, die die Herrschaft aufteilten, verstarben beide ohne Nachkommen. Mikuláš Erbe floss zunächst in eine von Oneš verwaltete Stiftung ein. Dieser versuchte 1388 vergeblich die Herrschaft vor dem Heimfall zu wahren und setzte seine Verwandten Jan Hrůza von Dubice und Přech von Čestice als Erben ein. Nachdem Oneš wahrscheinlich noch im Jahre 1389 verstorben war, wurden Jan Hrůza und Přech seine Testamentsvollstrecker. Sie machten am 1. Jänner 1390 ihre Erbansprüche geltend, König Wenzel belehnte jedoch die Brüder Odamír und Kuneš von Sudoměř, die auch die Burg Hluboka besaßen, mit den beiden Festen in Dívčice. Unter den Herren von Sudoměř erfolgte die Anlegung weiterer Fischteiche sowie einer Brauerei und einer Meierhofes. Im Jahre 1404 wurde Nákří an die Herrschaft Dívčice angeschlossen. König Vladislav II. Jagiello gewährte den in der Blate gelegenen Dörfern Plástovice, Zbudov, Hlavatce, Sedlec, Prášivá Lhota, Novosedly, Pašice, Pištín und Mydlovary wegen der unfruchtbaren Böden besondere Privilegien. Jan Řepický von Sudoměř teilte am 12. August 1528 die Herrschaft unter seinen Söhnen auf. Hynek erhielt Dívčice mit dem Hof, der Brauerei und Mälzerei sowie den Dörfern Dolní Nakří, Libiv, Dasný, Berovničku, Samychlárovský Dvůr, Předslavice und einem Anteil von Žaborčice. Sein Bruder Ctibor bekam die Feste Dobev mit dem Vorwerk und den Dörfern Holušice, Turnou, Poříčí, Horní Nakří sowie zwei Einöden in Dívčice und die Teiche Návesní, Starý Bahnický, Zádvorský, Veliký z Doběve, Ohrazenický, Poříčský, Blatec u Dívčic und Pod Blatcem Svoletín. Der dritte Bruder, Adam, erhielt Řepice. Adam von Sudoměř verkaufte am 2. Juli 1550 als Vormund seiner minderjährigen Neffen das Gut Dívčice mit der Feste, dem Vorwerk und dem Dorf sowie dem Hof und Dorf Novosedly, den Dörfern Dolní Nakří, Horní Nakří und Prášilova Lhota für 1500 Schock böhmische Groschen an König Ferdinand II. Am 10. Juni 1551 wurde das Gut durch zwei kaiserliche Kommissäre an Andreas Ungnad von Sonnegg übertragen. Dieser verpfändete Dívčice und Nakří 1557 an Jan d. Ä. Bohuchval von Hrádék. Dieser schloss das Gut 1559 an die Herrschaft Frauenberg an. Die letztmalige Erwähnung der Feste erfolgte 1562, seit 1601 wird sie als wüst bezeichnet.
Nachdem Adam II. von Neuhaus die Privilegien der nach Frauenberg untertänigen Dörfer der Vladislavská blata durch Erhebung des Waisengeldes beschnitt, kam es im April 1581 zu einer offenen Rebellion in der Blata, die blutig niedergeschlagen wurde. Im Jahre 1661 erwarben die Fürsten zu Schwarzenberg die Herrschaft. Im Jahre 1835 bestand Diwtschitz / Diwčice aus 18 Häusern mit 126 Einwohnern. Im Ort bestanden ein Wirtshaus, ein herrschaftlicher Fischhälter und eine Pottaschesiederei. Pfarrort war Nákří. Bis zur Mitte des 19. Jahrhunderts blieb das Dorf zu der den Fürsten Schwarzenberg gehörigen Herrschaft Frauenberg untertänig.
Nach der Aufhebung der Patrimonialherrschaften bildete Dívčice / Diwtschitz ab 1850 einen Ortsteil der Gemeinde Zbudov in der Bezirkshauptmannschaft Budějovice/Budweis. 1868 wurde der Verkehr auf der Hauptstrecke der Kaiser Franz Josephs-Bahn der Verkehr aufgenommen und südöstlich von Dívčice der Bahnhof Netolice eingeweiht. 1895 wurde die Netolitzer Lokalbahn fertiggestellt, sie führte über 14 km vom Bahnhof Netolice nach der Stadt Netolice. Im Jahre 1910 lebten in dem Dorf 245 Tschechen. 1920 löste sich Dívčice von Zbudov los und bildete eine eigene Gemeinde. 1948 wurde die Gemeinde dem Okres Vodňany zugeordnet, der 1961 wieder aufgehoben wurde. Am 14. Juni 1964 erfolgte die Eingemeindung von Česká Lhota, Dubenec, Mydlovary, Novosedly und Zbudov. Zwischen den 1960er und 1970er Jahren entstand um den Bahnhof die Einfamilienhaussiedlung U nádraží. Am 24. November 1990 löste sich Mydlovary los und bildet seither wieder eine eigene Gemeinde. Die vom alten Dorf durch den Teich Černá abgetrennte Kolonie U nádraží entwickelt sie zunehmend zum neuen Zentrum der Gemeinde, in ihr befindet sich auch der Sitz der Gemeindeverwaltung.

## Gemeindegliederung
Die Gemeinde Dívčice besteht aus den Ortsteilen Česká Lhota, früher Prašivá Lhota bzw. Prášlivá Lhota (Böhmisch Lhota), Dívčice (Diwtschitz), Dubenec (Dubenetz), Novosedly (Neusattel) und Zbudov (Sbudau). Zum Ortsteil Dívčice gehörte die Kolonie U nádraží.
Grundsiedlungseinheiten sind Česká Lhota, Dívčice, Dívčice-u nádraží, Dubenec, Novosedly und Zbudov.

## Bevölkerungsentwicklung
| Jahr      | 1869 | 1880 | 1890 | 1900 | 1910 | 1921 | 1930 | 1950 | 1961 | 1970 | 1980 | 1991 | 2001 | 2011 | 2021 |
| --------- | ---- | ---- | ---- | ---- | ---- | ---- | ---- | ---- | ---- | ---- | ---- | ---- | ---- | ---- | ---- |
| Einwohner | 883  | 982  | 1026 | 962  | 1049 | 1043 | 1108 | 970  | 879  | 782  | 667  | 540  | 501  | 529  | 551  |

## Sehenswürdigkeiten

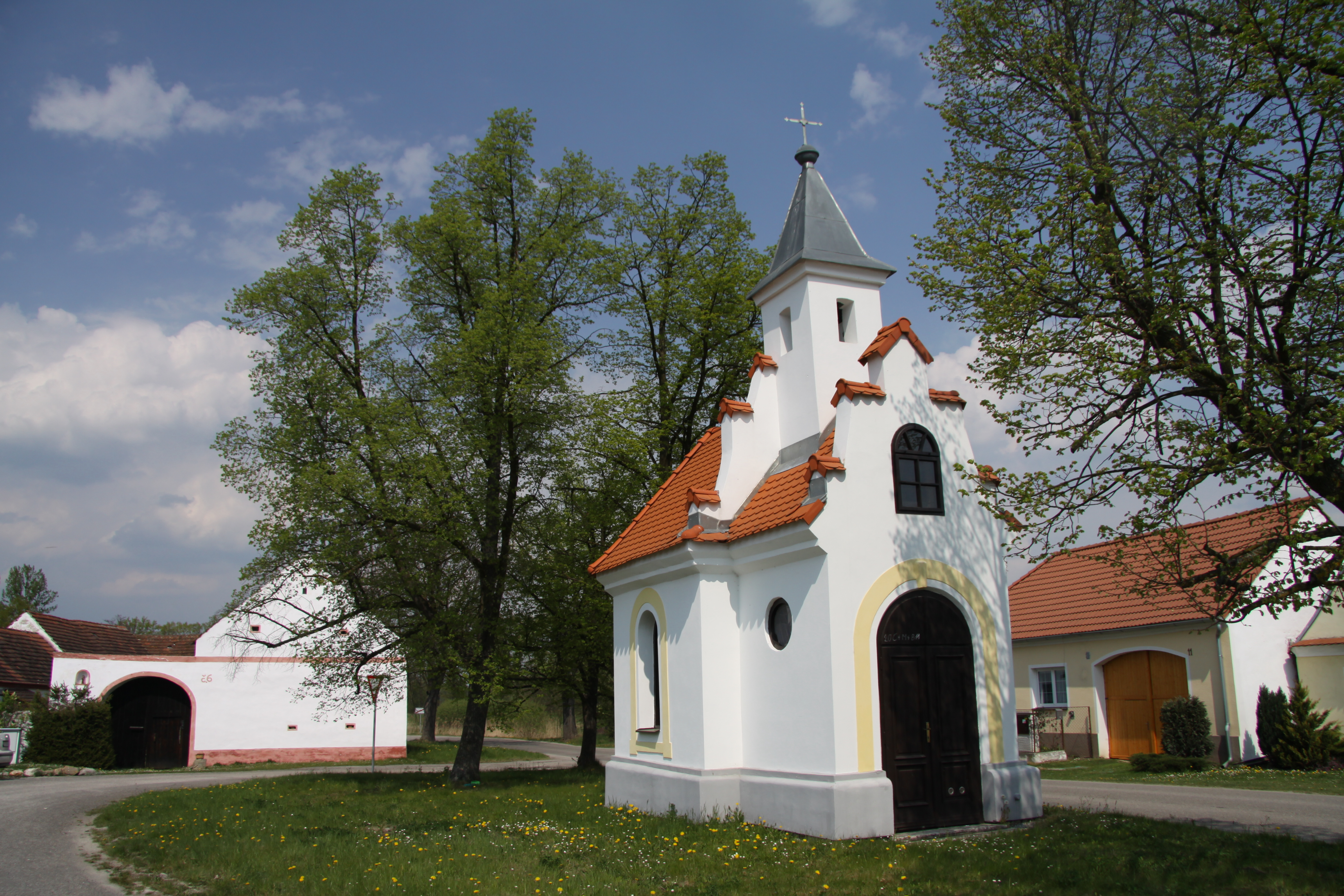
Kapelle des hl. Johannes von Nepomuk

- Kapelle des hl. Johannes von Nepomuk aus dem Dorfplatz
- Gehöfte im südböhmischen Bauernbarock